# Сяовэнь-ван (Цинь)
Циньский Сяовэнь-ван (кит. трад. 秦孝文王, пиньинь Qin Xiaowenwang), имя Ин Чжу (кит. 嬴柱), получивший имя Аньго-цзюнь (кит. 安国君) — правитель (ван) царства Цинь в III веке до н. э. в Период Сражающихся царств, дед императора Цинь Шихуанди. Пробыл на троне меньше года в 250 году до н. э. Период его правления связан с деятельностью Люй Бувэя, который приобрёл могущество и стал серьёзно вмешиваться в дела престола.

## Биография
Ин Чжу был сыном Чжаосян-вана и Царицы Тан. Он был объявлен наследником престола, однако его отец правил страной более пятидесяти лет и умер в очень старом возрасте, и он смог занять трон в достаточно позднем возрасте.
Он правил очень недолго и умер на третий день после коронации.
Существует немало теорий, объясняющих столь короткое правление. Принято считать что он был уже стар, восходя на трон.
Однако имеется и другая теория, что Люй Бувэй отравил вана, чтобы посадить на трон его сына Чжуансян-вана. Сторонники этой теории обращают внимание на факт, что и сын Чжуансян-ван правил меньше трёх лет.
У Сяовэнь-вана было двадцать сыновей, а Ижэнь (будущий Чжуансян-ван) обладал невысоким статусом, так как был сыном от нелюбимой наложницы. Люй Бувэй от имени Ижэня поднёс большие подарки главной наложнице Хуаян, у которой не было детей. Ему удалось уговорить наложницу Хуаян усыновить Ижэня и повлиять на наследника престола Ин Чжу, чтобы Ижэнь стал его главным наследником среди 20 сыновей. Ин Чжу согласился и в виде гарантии передал Ижэню верительную дощечку.